# Schweimnitz
Schweimnitz ist ein Ortsteil in der Ortschaft Mochau der Großen Kreisstadt Döbeln im sächsischen Landkreis Mittelsachsen.

## Lage
Schweimnitz liegt rund 9 km nordöstlich von Döbeln und rund 4 km nordöstlich von Mochau auf rund 210 m am Schweimnitz Bach. Der Bauernweiler liegt 200 m nördlich von Meila. Ebenfalls in der Nähe liegen die Orte Glaucha im Norden, Beicha und Nelkanitz im Südosten und Auterwitz im Westen.

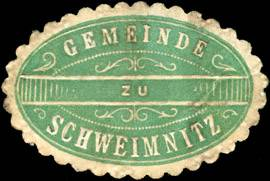
Siegelmarke der Gemeinde Schweimnitz

## Geschichte
Die Geschichte von Schweimnitz geht mindestens zurück auf die Erwähnung Suymicz im Jahr 1281. Spätere Nennungen sind Swimitz (1333), Swinnitz (1343), Swimicz (1350), Swymicz (1378), Swemicz (1427), Swinicz, Swymicz (1445), Sweynicz (1501), Schweymitz (1547), Schweinitz (1590) und Schweimnitz (Schweinitz, Schweidnitz) (1875). Schweimnitz gehört heute zur Kirchgemeinde Beicha-Mochau. Der Ort gehörte 1551 zum Rittergut Hof, 1696 zum Rittergut Graupzig und war 1764 anteilig Amtsdorf und dem Rittergut Gödelitz zugehörig. Entsprechend seiner Lage gehörte der Ort zum castrum und dem (Erb-)Amt Meißen und dem Gerichtsamt Lommatzsch. Anschließend war der Ort Teil der Amtshauptmannschaft Meißen und mit kurzer Unterbrechung 1952, als der Ort kurz zum Kreis Meißen gehörte, zum (Land-)Kreis Döbeln gehörig, bis dieser 2008 im heutigen Kreis aufging.
Schweimnitz wurde 1935 nach Beicha eingemeindet, das seit 1996 durch Zusammenschluss Teil der Gemeinde Mochau war, die 2016 nach Döbeln eingemeindet wurde. Schweimnitz ist heute ein offizieller Ortsteil von Döbeln.
| Jahr      | 1547/51                       | 1764                        | 1834 | 1871 | 1890 | 1910 | 1925 |
| --------- | ----------------------------- | --------------------------- | ---- | ---- | ---- | ---- | ---- |
| Einwohner | 6 besessene Mann, 19 Inwohner | 6 besessene Mann, 5 Häusler | 96   | 102  | 93   | 86   | 82   |

1925 lebten in Schweimnitz 80 Lutheraner und zwei Katholiken.

## Belege
1. 1 2  Schweimnitz – HOV | ISGV. Abgerufen am 6. April 2024.
2. ↑  Große Kreisstadt Döbeln: Hauptsatzung der Großen Kreisstadt Döbeln. 13. Dezember 2019, abgerufen am 6. April 2024.